# Grèce Centrale (région traditionnelle)
Ne doit pas être confondu avec la périphérie de Grèce-Centrale.
La Grèce Centrale, en grec moderne : Στερεά Ελλάδα / Steréa Elláda, est une région traditionnelle de la Grèce. Il s'agit de la deuxième région du pays en superficie avec 24 910 km2 Selon le recensement de la Grèce de 2021, la périphérie de Grèce-Centrale compte une population de 505 269 habitants.
La région traditionnelle comprend l'Étolie-Acarnanie, l'Eurytanie, la Phocide, la Phthiotide, la Béotie, l'île d'Eubée et l'Attique, qui forme, désormais une périphérie à elle seule. 
La Grèce Centrale est également appelée Roumélie (grec moderne : Ρούμελη) et est ainsi appelée en raison de sa position sur la carte du pays. La région géographique n'est pas exactement la même que l'actuelle région de la Grèce centrale, qui exclut l'Attique, l'Étolie-Acarnanie et la partie de la Corinthie depuis l'isthme et vers l'est.
C'est la région qui a donné naissance à la civilisation grecque antique et, par extension, à la civilisation occidentale.

## Localités importantes de la Grèce Centrale
- Athènes (Métropole de la Grèce centrale, capitale et la ville la plus importante en population de la Grèce)
- Le Pirée (Le plus grand port de Grèce, le Pirée est souvent considéré comme une banlieue d'Athènes)
- Chalcis (Plus grande ville de la Grèce centrale orientale)
- Agrínio (Plus grande ville de la Grèce centrale occidentale)
- Lamia (Siège de la région de la Grèce centrale, parfois considérée comme la capitale de Roumélie)
- Thèbes
- Livadiá
- Carystos
- Missolonghi
- Naupacte
- Rafína (Port important de l'Attique)
- Amphissa
- Karpenísi